# Тополевый (Саратовская область)
Тополевый — поселок в Вольском районе Саратовской области в составе Терсинского муниципального образования.

## География
Находится на расстоянии примерно 9 километров по прямой на восток от восточной окраины районного центра города Вольск. 

## История
Основан в 1921 году.

## Население
Население составляло 359 человек в 2002 году (90% русские),  299 в 2010.

## Инфраструктура
Санаторий «Светлана». Работает с 1979 года.